# درید بن الصمه
دُرید بن الصمّه، یکی از شاعران و دلاوران به نام عرب در قبل از اسلام است. برخی از ابیات شعر او در ادبیات عرب شهره گشته‌اند و به صورت زبانزد درآمده‌اند و داستان‌های جنگ‌ها و دلاوری‌های او نیز در منابع تاریخ عرب پیش از اسلام و ایام العرب یاد شده‌است.

## تبار
طبق کتب نسب عرب او از تیرهٔ غزیّه از بنی جُشَم و از قبیلهٔ هوازن بوده و نام کامل او دُرید بن الصمّه بن حارث بن بکر بن علقمه بن جُداعه بن غزیّه بن جُشَم بن معاویه بن بکر بن هوازن بن منصور بن عکرمه بن خصفه بن قیس عیلان بن الناس بن مُضَر بن نزار بن مَعَد بن عدنان می‌باشد.

## ویژگی‌ها
دُرید بن الصمّه در دلیری و جنگاوری و همچنین در شعر زبانزد بود بطوریکه محمّد بن سلام جمحی نویسنده کتاب «فحول الشعراء» او را در مرتبهٔ نخست شاعران جنگاور قرار داده‌است و در وصف او می‌گوید که او در بین شاعران دلاور عرب از همه جنگاورتر و پیروزتر و شاعرتر است و ابوعبیده در مورد او می‌گوید که درید سرور بنی جُشَم بوده که در نزدیک به صد نبرد هرگز شکست نخورده‌است.

## مرگ
درید در جنگ حنین که بین مسلمین و قبیلهٔ هوازن به رهبری مالک بن عوف رخ داد در حالی که برپایه نظر تاریخ‌نگاران در آنزمان پیرمردی کهنسال و کور بود از طرف مالک بن عوف برای مشورت گرفتن از تجارب او در جنگ به میدان آمد در حالی که او راضی به جنگ نبود و نتیجهٔ جنگ را همانگونه که رخ داد به نفع مسلمانان و به شکست سخت هوازنیان پیش‌بینی کرد اما مالک بن عوف از پذیرفتن رأی او در کناره‌گیری از جنگ سرباز زد و سرانجام درید پس از شکست هوازنیان به دست فردی از مسلمانان از قبیلهٔ بنی‌سُلَیم کشته شد.